# Лимб
Лимб (од латинског limbus - ивица, руб) је метални или стаклени круг на геодетским и другим инструментима намијењен за мјерење углова по хоризонтали или вертикали. Обим лимба подијељен је на једнаке подиоке који означавају јединице угла.
У астрономији, лимбом се назива спољни руб небеског тијела.
Лимбови прецизних инструмената су достизали пречник 30, а изузетно и 90 cm. Скала лимба има прецизне подјеле, обично од 1 до 1/15 степена. Мање вриједности читају се нонијусом или лупом.